# Rabid Neurosis
Rabid Neurosis (RNS) foi uma organização de lançamento de warezMP3 fundada em 6 de junho de 1996. Em 1999, o grupo afirmou ter lançado mais de 6mil títulos/ano. RNS ocasionalmente usou o slogan "Rabid Neurosis - Spread The Epidemic" (Rabid Neurosis - Espalhe A Epidemia). RNS era melhor conhecida por lançar álbuns altamente antecipados de artistas de hip hop, pop, rock e dance semanas, e algumas vezes meses, antes de sua data de lançamento oficial. Às vezes acreditava-se que a RNS é que havia começado a cenaMP3. Depois que seu grupo foi mencionado em um artigo da MTV News sobre o vazamento cedio do álbum Encore, do Eminem, a RNS parou de incluir suas iniciais em nomes de arquivos e etiquetasID3.
Seu último lançamento foi o álbum Infinity on High do Fall Out Boy em 19 de janeiro de 2007.
Em 9 de setembro de 2009, quatro dos membros do grupo defunto foram acusados pelo Departamento de Justiça dos Estados Unidos de conspiração para cometer violações de direitos autorais. Incluíam-se Adil R. Cassim (que usou a alcunha 'Kali' e depois 'Blazini'), Matthew D. Chow ('rl'), Bennie L. Glover ('adeg') e Edward L. Mohan II ('MistaEd'). Adil Cassim assumiu a liderança do grupo em 2000 após a saída do antigo líder 'Al_Capone', e anteriormente tirnha sido um membro de outros grupos de warez MP3, HNA e RPB, antes de eles serem fundidos com a RNS.